# Der Letzte eines alten Geschlechtes
Der Letzte eines alten Geschlechtes ist ein deutsches Stummfilm-Melodram aus dem Jahre 1916 von Emil Justitz mit Maria Carmi  in der Hauptrolle. Die Geschichte basiert auf einer Novelle von Susa Walther-Grassi, die auch das Drehbuch verfasste. 

## Handlung
Maria, die Schankwirtin des Dorfkrugs, gilt als südländische, leidenschaftliche Schönheit, die den hiesigen Männern den Kopf verdreht aber keinen von ihnen erhören mag. Sie strebt nämlich nach Höherem. Erst als sich auch der als Lüstling geltende Graf Roderich, der Letzte eines alten Geschlechtes, wie der Filmtitel verrät, um sie bemüht, ändert sie ihre Haltung. Den Adeligen dürstet es nach der rassigen jungen Frau, die jedoch nicht standesgemäß ist. Dennoch heiratet er Maria, was einem gesellschaftlichen Skandal gleichkommt, und die alle Register ihrer Verführungskünste ziehende Wirtin zieht als neue Herrin ins Schloss ein. 
Roderich bleibt jedoch trotz Eheschließung seinen alten Gewohnheiten als Wüstling treu und bändelt sogleich mit der neuen Krug-Wirtin an. Diesmal gerät er aber in einen heftigen Streit mit deren Liebhaber, bei dem der Graf sein Leben lässt. Nun kann die Witwe des Grafen auf dem Schloss Schalten und Walten wie ihr beliebt. Eines Tages lädt sie die ganze Dorfgemeinschaft zu einem großen Gelage auf das Schloss ein. Dies wiederum bringt die gräfliche Mutter derart in Rage, dass sie am Tag, als das rauschende Fest abgehalten wird, einen brennenden Kerzenleuchter nach den Festgästen wirft, bis alles sogleich in Flammen aufgeht.

## Produktionsnotizen
Der Letzte eines alten Geschlechtes entstand in der zweiten Jahreshälfte 1916 im Bioscop-Atelier in Neubabelsberg, passierte die Filmzensur im Oktober 1916 und wurde mutmaßlich Anfang 1917 uraufgeführt. Der Vierakter besaß eine Länge von 1480 Meter. Eine österreichische Premiere ist für den Frühling 1917 feststellbar.
Robert A. Dietrich gestaltete die Filmbauten.

## Kritiken
Die Grazer Mittags-Zeitung schrieb: „Dieser Film der Carmi-Serie bewährt sich als in jeder Hinsicht mustergiltiges Werk. Spiel, Handlung und Regie stehen auf gleicher Höhe und bieten das Beste vom Besten. Immer wieder staunen wir aufs neue über die Schönheit und Darstellungsgabe dieser großen Künstlerin, die namentlich diese Rolle mit einer Glut und Leidenschaft spielt, die ihr südländisches Temperament nicht verleugnet.“
Die Neue Freie Presse befand: „Maria Carmi schuf hier eine Gestalt, die zu ihren besten Leistungen zählt.“